# Hello Sleepwalkers
Hello Sleepwalkers (ハロー・スリープウォーカーズ), est un groupe de rock alternatif japonais originaire d'Okinawa, formé en 2008 et composé de 5 membres.
En novembre 2018, le groupe a annoncé une pause et a repris son activité en octobre 2021.

## Histoire du groupe
Le groupe est connu pour son titre Goya no Machiawase, lequel a servi de générique d'ouverture pour la première saison de la série d'animation Noragami.
Après un hiatus d'un an, le groupe fait son retour en février 2016, et annonce la sortie d'un nouvel album, intitulé Planless Perfection, pour le 23 mars 2016.
Le groupe reprend ses activités le 5 octobre 2021 avec un nouvel album Yumeyuu no Hate Yori qui sort le 8 décembre 2021.

## Membres
- Shuntaro (シュンタロウ?), chant et guitare électrique ;
- Narumi (ナルミ?), chant et guitare électrique ;
- Tasoko (タソコ?), guitare électrique ;
- Makoto (マコト?), basse ;
- Yuki (ユウキ?), batterie.

## Discographie

### Albums studio
- 2012 : Majiru Yoru: Nemurasenai Wakusei (マジルヨル: ネムラナイワクセイ)
- 2014 : Masked Monkey Awakening
- 2014 : Liquid Soul and Solid Blood
- 2016 : Planless Perfection
- 2021 : Yumeyuu no Hate Yori (夢遊ノ果テヨリ)

### Mini-album
- 2017 : Shin Sekai

### Singles
- 2011 : sentimental shoukougun (センチメンタル症候群)
- 2012 : Enban Hirai (円盤飛来)
- 2014 : Goya no Machiawase (午夜の待ち合わせ)
- 2014 : Ray of Sunlight

## Filmographie

### Apparition dans la Bande Originale
| Titre                                                       | Année | Apparition                                                              |
| ----------------------------------------------------------- | ----- | ----------------------------------------------------------------------- |
| "Disque Volant" (円盤飛来)                                  | 2012  | Space Shower TV Power Push!, June degree                                |
| "Rendez-Vous de Minuit" (午夜の待ち合わせ)                  | 2014  | UHF anime Noragami, opening                                             |
| "Où les Singes Tombent des Arbres" (猿は木から何処へ落ちる) | 2014  | TBS Count Down TV, ending de février                                    |
| "Rayon de Lumière"                                          | 2014  | Under Armour                                                            |
| "Scandalous Prayer" (百鬼夜行)                              | 2014  | Bleach: Brave Souls, chanson d'opening de l'application pour smartphone |

### Clip Vidéos
| Année | Titre                                                                          | Réalisateur        |
| ----- | ------------------------------------------------------------------------------ | ------------------ |
| 2011  | "Syndrome Sentimental" (センチメンタル症候群)                                  | Fukatsu Masakazu   |
| 2011  | "Marche sur la Lune" (月面歩行)                                                | Fukatsu Masakazu   |
| 2012  | "Disque Volant" (円盤飛来)                                                     | Fukatsu Masakazu   |
| 2014  | "Rendez-vous de Minuit" (午夜の待ち合わせ)                                     | Kurōdo Furuya      |
| 2014  | "Où les Singes Tombent des Arbres" (猿は木から何処へ落ちる)                    | Hideaki Fukui      |
| 2014  | "Rayon de Lumière"                                                             | Masatoshi Takizawa |
| 2014  | "Scandaleuse Prière" (百鬼夜行)                                                | Masatoshi Takizawa |
| 2014  | "Achille et la Tortue" (アキレスと亀)                                          | Watanabe Division  |
| 2016  | "Effondrement de la Mythologie" (神話崩壊)                                     | Yōhei Saitō        |
| 2016  | "L'aube se lève" (夜明け)                                                      | Inconnu            |
| 2016  | "Comment fait HamenIn pour Siffler ?" (ハーメルンはどのようにして笛を吹くのか) | Watanabe Division  |
| 2017  | "Nouveau Monde" (新世界)                                                       | Yōhei Saitō        |
| 2017  | "Eclipse Solaire" (日食)                                                       | Kazuaki Kimura     |
| 2021  | "SCAPEGOAT"                                                                    | rokapenis          |

## wiiLiens externes
- (ja) Site officiel
- Discographie de Hello Sleepwalkers